# Francesco Monaldeschi

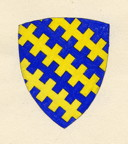
Stemma Monaldeschi

Francesco Monaldeschi (Bagnorea, XIII secolo – Firenze, luglio 1301) è stato un vescovo cattolico italiano.

## Biografia
Originario di Bagnorea, nel 1278 fu eletto vescovo di Melfi. Nel 1280 fu traslato alla sede di Orvieto.
Nel 1295 divenne vescovo di Firenze. Viene tramandato come un uomo di grande bontà e sapienza, particolarmente caritatevole.
Sotto il suo episcopato fiorentino, che avvenne tra il 1295 e il 1301, dopo Andrea de' Mozzi, ci fu un notevole impulso alla costruzione di nuova basiliche, infatti è ricordato come colui che pose la prima pietra della chiesa di San Domenico di Fiesole, inoltre presenziò alla fondazione di Santa Maria del Fiore (come ricorda una targa esterna posta sul lato sud del duomo), di Santa Croce e di San Marco.
Morì nel luglio del 1301.